# 추라이 국제공항
추라이 국제공항(베트남어: Sân bay Chu Lai, 영어: Chu Lai International Airport, IATA: VCL, ICAO: VVCA)은 중부 공항 공사에서 운영하는 베트남 추라이에 있는 공항이다.
추라이 국제공항은 원래 미국 해병대에 의해 베트남 전쟁때 추라이 공군기지로 설립되었다. 2004년 3월 22일 터미널 건설이 시작되었고 2005년 3월 22일 호찌민시의 떤선녓 국제공항으로의 첫 상업 항공편이 이곳에 착륙했다.
2008년 현재 추라이 국제공항은 베트남에서 면적이 30km2에 이르는 가장 큰 비행장이다. 활주로 길이는 3050m이다.
인근 2개 주요 도시로의 이동편리를 용이하게 하기 위해 땀끼와 꽝응아이를 위한 공항까지 무료 셔틀버스 서비스를 제공한다.

## 운항 노선
| 항공사             | 목적지         |
| ------------------ | -------------- |
| 뱀부 에어웨이스    | 하노이         |
| 젯스타 퍼시픽 항공 | 호찌민         |
| 비엣젯 항공        | 하노이, 호찌민 |
| 베트남 항공        | 하노이, 호찌민 |